# Altspöck
Das Gebiet Altspöck ist ein mit Verordnung vom 8. November 2004 durch die Körperschaftsforstdirektion Tübingen ausgewiesener Bannwald (Schutzgebiet-Nummer 100434) bei Schwäbisch Hall im Landkreis Schwäbisch Hall in Baden-Württemberg.

## Lage
Das Schutzgebiet befindet sich südwestlich von Schwäbisch Hall. Es liegt im Forstbezirk Vellberg und dort im Distrikt 5 „Einkorn“ in den Abteilungen 7, 8, 9, 10 und 13 und im Distrikt 17 „Rauher Berg“ in den Abteilungen 1, 2 und 3 im Staatswald des Forstbezirks Vellberg und umfasst dort die Flurstücke 3024, 3026 und 3011/2 (jeweils z. T.). Ebenfalls betroffen sind bundeseigene Flächen (Liegenschaft Einkorn) mit folgenden Flurstücken (jeweils ganz): 3019, 3019/1, 3019/2, 3019/3, 3019/4, 3020, 3021, 3022 und 3023 auf Gemarkung Schwäbisch Hall, Stadt Schwäbisch Hall.
Der Bannwald ist vollständig umgeben vom Schonwald Einkorn. Der Sauklingenbach entspringt im Schutzgebiet. Die Fischach entspringt 200 m westlich vom Schutzgebiet und durchfließt den Bannwald. Der Bannwald hat Anteil am FFH-Gebiet Bühlertal Vellberg-Geislingen. Im Schutzgebiet liegen acht Biotope: Fischach im BW „Altspöck“ N Herlebach mit der Biotopnummer 269241270558, Sumpfwald und Bachlauf NO Michelbach mit der Biotopnummer 269241270722, Fortges. Sukzession BW „Altspöck“ SW Sulzdorf mit der Biotopnummer 269241273755, Bannwald Altspöck SW Sulzdorf mit der Biotopnummer 269241270557, Teiche b. ehem. Bombenabwurfplatz N Herlebach mit der Biotopnummer 269241270559, Bruchwald im BW „Altspöck“ NO Michelbach mit der Biotopnummer 269241270723, Kleinstweiher Bannwald „Altspöck“ SW Sulzdorf mit der Biotopnummer 269241273754, Wiesensukzession BW „Altspöck"“SW Sulzdorf mit der Biotopnummer 269241273753.

## Geologie
Der Untergrund ist mehrheitlich wechselfeuchter Ton. Eine geringere Rolle beim Untergrund spielt mäßig frischer Ton.

## Vegetation
Im Bannwald kommen laut Waldbiotopkartierung die folgenden Arten vor:
Berg-Ahorn, Schwarz-Erle, Grau-Erle, Gewöhnliche Haselwurz, Wald-Frauenfarn, Hänge-Birke, Wald-Reitgras, Land-Reitgras, Bitteres Schaumkraut,
Sumpf-Segge, Zittergras-Segge, Winkel-Segge, Sumpf-Pippau, Rasen-Schmiele, Echter Wurmfarn, Wald-Schachtelhalm, Gewöhnlicher Spindelstrauch,
Gewöhnlicher Wasserdost, Mädesüß, Gemeine Esche, Gemeiner Hohlzahn, Ruprechtskraut, Gundermann, Echter Hopfen, Geflügeltes Johanniskraut,
Großes Springkraut, Flatter-Binse, Ufer-Wolfstrapp, Pfennigkraut, Gewöhnlicher Blutweiderich, Rossminze, Echte Brunnenkresse, Schilfrohr,
Gemeine Fichte, Pappeln, Espe, Hohe Schlüsselblume, Gewöhnliche Traubenkirsche, Schlehdorn, Stieleiche, Kriechender Hahnenfuß, Purgier-Kreuzdorn,
Himbeere, Brombeeren, Wald-Simse, Knotige Braunwurz, Fuchssches Greiskraut, Rote Lichtnelke, Wald-Ziest, Große Sternmiere, Große Brennnessel,
Bachbunge, Gewöhnlicher Schneeball, Blaugrüne Mosaikjungfer, Blauflügel-Prachtlibelle, Frühe Adonislibelle, Feldahorn, Knoblauchsrauke, Sumpfdotterblume,
Gemeine Hainbuche, Wechselblättriges Milzkraut, Gegenblättriges Milzkraut, Großes Hexenkraut, Rotbuche, Scharbockskraut, Gewöhnliche Goldnessel,
Kletten-Labkraut, Waldmeister, Echtes Labkraut, Flutender Schwaden, Rote Heckenkirsche, Stachelbeere, Asch-Weide, Schwarzer Holunder, Elsbeere,
Winterlinde, Weißdorne, Faulbaum, Europäische Lärche, Waldkiefer, Kultur-Birne, Sal-Weide, Sommerlinde, Gemeiner Odermennig,
Wiesen-Fuchsschwanz, Wald-Engelwurz, Gemeine Akelei, Echte Betonie, Blaugrüne Segge, Wiesen-Flockenblume, Acker-Kratzdistel, Bach-Kratzdistel,
Gemeiner Wirbeldost, Herbstzeitlose, Gewöhnliches Knäuelgras, Wilde Möhre, Wilde Karde, Scharfes Berufkraut, Sumpf-Labkraut, Färber-Ginster,
Doldiges Habichtskraut, Echtes Johanniskraut, Schönes Johanniskraut, Steifhaariger Löwenzahn, Echtes Leinkraut, Gewöhnlicher Gilbweiderich, Acker-Minze,
Blaues Pfeifengras, Pastinak, Kleine Bibernelle, Kriechendes Fingerkraut, Kleiner Wiesenknopf, Raukenblättriges Greiskraut, Gewöhnlicher Teufelsabbiss,
Echter Beinwell, Rainfarn, Weißklee, Raues Veilchen, Große Königslibelle, Gebänderte Prachtlibelle, Hufeisen-Azurjungfer, Falkenlibelle,
Gemeine Becherjungfer, Große Pechlibelle, Gemeine Binsenjungfer, Plattbauch, Großer Blaupfeil, Blaue Federlibelle, Frühe Adonislibelle,
Glänzende Smaragdlibelle, Blutrote Heidelibelle, Große Heidelibelle, Gemeine Heidelibelle, Blindschleiche, Wald-Wiesenvögelchen, Erdkröte,
Teichfrosch, Walzen-Segge, Blaugrüne Binse, Sumpf-Vergissmeinnicht, Rohrglanzgras, Silber-Weide, Breitblättriger Rohrkolben, Ringelnatter,
Eisvogel, Drachenwurz, Roter Hartriegel, Kleine Wasserlinse, Wasserminze, Bittersüßer Nachtschatten, Stachel-Segge, Blasen-Segge, Bruch-Weide,
Buschwindröschen, Geflecktes Lungenkraut, Vogelbeere.
Im Biotop Bannwald Altspöck SW Sulzdorf kommt laut Waldbiotopkartierung die Schmetterlingsart Wald-Wiesenvögelchen vor, die in Deutschland vom Aussterben bedroht ist.

## Schutzzweck
Der Schutzzweck des Bannwalds ist gemäß Schutzgebietsverordnung
- die unbeeinflusste Entwicklung der jeweiligen Waldökosysteme mit ihren Tier- und Pflanzenarten sowie Pilzen zu sichern sowie die wissenschaftliche Beobachtung der Entwicklung zu gewährleisten.
- dies beinhaltet den Schutz der Lebensräume und -gemeinschaften, die sich im Gebiet befinden, sich im Verlauf der eigendynamischen Entwicklung der Waldbestände innerhalb der Schutzgebiete ändern oder durch die eigendynamische Entwicklung entstehen.

## Betreuung
Wissenschaftlich betreut wird der Bannwald durch die Forstliche Versuchs- und Forschungsanstalt Baden-Württemberg (BVA).